# Râul Izvorul Bârlei, Telcișor
Râul Izvorul Bârlei este un curs de apă, afluent al râului Telcișor. 